# NHK三陸綾里テレビ中継局
NHK三陸綾里テレビ中継局（エヌエイチケイさんりくりょうりテレビちゅうけいきょく）は、岩手県大船渡市の旧三陸町地域に置かれていたNHK盛岡放送局のテレビ中継局。

## 所在地
- 大船渡市三陸町綾里字館（舘山）

## 中継局概要

### アナログテレビ
| 放送局名          | チャンネル | 空中線電力       | ERP                | 放送対象地域 | 放送区域内世帯数 | 偏波面 |
| NHK盛岡教育テレビ | 50ch       | 映像3W 音声750mW | 映像4.2W 音声1.05W | 全国         | 不明             | 水平   |
| NHK盛岡総合テレビ | 52ch       | 映像3W 音声750mW | 映像4.2W 音声1.05W | 岩手県       | 不明             | 水平   |

- 当初、全国と同じ2011年7月24日で廃局となる予定だったが、東日本大震災発生の影響から、廃局が、2012年3月31日まで延期された。

### デジタルテレビ
| リモコンキーID                                                                                 | 放送局名 | チャンネル | 空中線電力 | ERP | 放送対象地域 | 放送区域内世帯数 | 偏波面 |
| 2010年内に置局予定だったが、現時点では予備免許すら交付されておらず、非該当となる公算が大きい。 |          |            |            |     |              |                  |        |

## その他
- 大船渡中継局からの電波が届きにくい綾里地区をカバーしている。ただし、在盛民放局は当地に中継局を置いておらず、周辺局を受信。